# Forum Wetzlar
Forum Wetzlar est un centre commercial, ouvert en 2005, situé dans le centre de la ville de Wetzlar (Hesse) en Allemagne, près de la gare et l'Arena Wetzlar. Il est relié à la route nationale 49.
Il possède une surface de vente d'environ 24 000 mètres carrés ce qui en fait le plus grand centre commercial de la région du Mittelhessen. Plus de cent-dix magasins, dont des restaurants et un marché frais, se répartissent sur deux niveaux. Selon des informations fournies par l'exploitant, le centre dispose d'une zone de chalandise couvrant une population d'environ 540 000 habitants. La clientèle quotidienne atteint une moyenne de 20 000 visiteurs.
Le centre dispose d'un vaste parking de plus de 1 700 places.